# Barron Hilton Cup
La Barron Hilton Cup (BHC)  est une compétition de vol à voile mondiale créée à l'initiative de Barron Hilton, président-directeur général de Hilton Hotels Corporation, et de Helmut Reichmann, triple champion du monde, et qui a eu lieu de 1980 à 2009. Son but était de promouvoir les circuits de vol à voile de longue distance et de renforcer les contacts entre les pilotes participants. Les gagnants de chaque période de compétition de deux ans pour chaque région étaient invités à un séjour vélivole d'une semaine en compagnie des champions du monde en titre et de Barron Hilton lui-même, dans son Flying-M Ranch du Nevada, aux États-Unis.  
À partir de 1986, le BHC a été reconnu par la commission internationale de vol à voile de la Fédération aéronautique internationale comme une compétition de première catégorie. Elle a reçu notamment le soutien de la société EADS. 
La zone de compétition était divisée en cinq régions géographiques du monde. 
1. Toute l'Europe et l'Asie sauf le Japon
2. Est des États-Unis et Canada
3. Ouest américain, Amérique centrale et du sud
4. Australie et Afrique
5. Japon et Nouvelle-Zélande